# Apofatická teologie
Apofatická teologie (z řec. ἀπόφημι – apophēmi, „popírat“), též negativní teologie či via negativa je teologie, která se snaží popsat Boha negativními (popíravými) výroky: Vylučovace, čím popisovaný určitě není. Vychází z toho, že Bůh natolik přesahuje stvoření a lidskou mysl, že pozitivní výroky o něm jsou v podstatě nepravdivé pro svou neúplnost a nedostatečnost a jsou jen podobenstvími, metaforami či paradoxy.
Apofatická teologie bývá často spjata s mysticismem.
Apofatická teologie vychází z platonismu, do křesťanské teologie ji vnesli sv. Řehoř z Nyssy, Pseudo-Dionysios Areopagita a sv. Maxim Vyznavač.
Koncepty obdobné apofatické teologii se nacházejí i v jiných náboženstvích, než je křesťanství.